# Brassac, Ariège

Brassac este o comună în departamentul Ariège din sudul Franței. În 1 ianuarie 2022 avea o populație de 621 de locuitori.